# 城关街道 (蒙城县)
城关街道，原为城关镇，是中华人民共和国安徽省亳州市蒙城县下辖的一个街道办事处。

## 行政区划
城关街道下辖以下村级行政区划单位：
万佛塔社区、嵇康亭社区、御园社区、黄海社区、庄子社区、冷涧社区、学院社区、长安社区、漆园社区、河东社区、桃园社区、河西社区、富园社会区社区、望月社区和刘桥社区。